# Nelas
Nelas is een gemeente in het Portugese district Viseu.
De gemeente heeft een totale oppervlakte van 126 km2 en telde 14.283 inwoners in 2001.

## Plaatsen in de gemeente
- Aguieira
- Canas de Senhorim
- Carvalhal Redondo
- Lapa do Lobo
- Moreira
- Nelas
- Santar
- Senhorim
- Vilar Seco